# جیمز کاپریل

جیمز کاپریل ( انگلیسی: James Caprell؛ زادهٔ ۱۹۷۶) هنرمند هنر انتزاعی ارمنی‌تبار اهل ایالات متحده آمریکا است که آثارش به عنوان نقاشی کنشی شناخته شده است.

## زندگی‌نامه
وی در ۱۹۷۶ در سن خوزه، کالیفرنیا به دنیا آمد و از دانشگاه دیپاو فارغ‌التحصیل گشت. 